# Jana Herrmann
Jana Herrmann (* 1991) ist eine deutsche Jugendverbandsfunktionärin. Von 2017 bis 2021 war sie Bundesvorsitzende der Sozialistischen Jugend Deutschlands – Die Falken (SJD – Die Falken).

## Werdegang
Herrmann begann ihr Engagement bei den Falken in Dortmund und gehörte dem dortigen Untersbezirksvorstand und später dem Bezirksvorstand Westliches Westfalen an. 2011 wurde Herrmann in den Bundesvorstand der Falken gewählt. 2017 wurde Herrmann gemeinsam mit Alma Kleen Bundesvorsitzende der Falken – die erste weibliche Doppelspitze des Verbandes. 2021 löste Loreen Schreck Herrmann als Bundesvorsitzende ab.
Bei den Falken setzte sich Herrmann für das Gedenken der Opfer des Anschlags auf ein Zeltlager des Falken-Schwesterverbandes Arbeidernes Ungdomsfylking auf Utøya 2011 ein. Auch das Gedenken an Rosa Luxemburg und Karl Liebknecht gehörte zu ihrer Arbeit bei den Falken. Sie war Redaktionsmitglied der Anderen Jugendzeitschrift (AJ; heute Arbeiter*innenjugend). Bei den Falken ist sie Mitglied der Arbeitsgemeinschaft zur Prävention sexualisierter Gewalt.
Von 2019 bis 2021 war Herrmann Mitglied des Fachausschusses Demokratie des Deutschen Frauenrats. Sie ist Vorständin des Förderkreises „Dokumentation der Arbeiterjugendbewegung“. Herrmann ist Beisitzerin im Vorstand des SPD-Unterbezirks Dortmund und sachkundige Bürgerin für die SPD-Fraktion im Schulausschuss des Dortmunder Stadtrates.
Herrmann studierte Gender Studies und Soziale Arbeit. Sie lebt in Dortmund.

## Politische Positionen
Auf dem Bundesparteitag der SPD im Januar 2018 kritisierte Herrmann die Gleichsetzung von Links- mit Rechtsextremismus im Sondierungspapier von CDU, CSU und SPD. Sie tritt für Antifaschismus ein.

## Veröffentlichungen
- Erinnern an Utøya. In: analyse & kritik. Nr. 672, 15. Juli 2021 (akweb.de).